# Werbellinsee

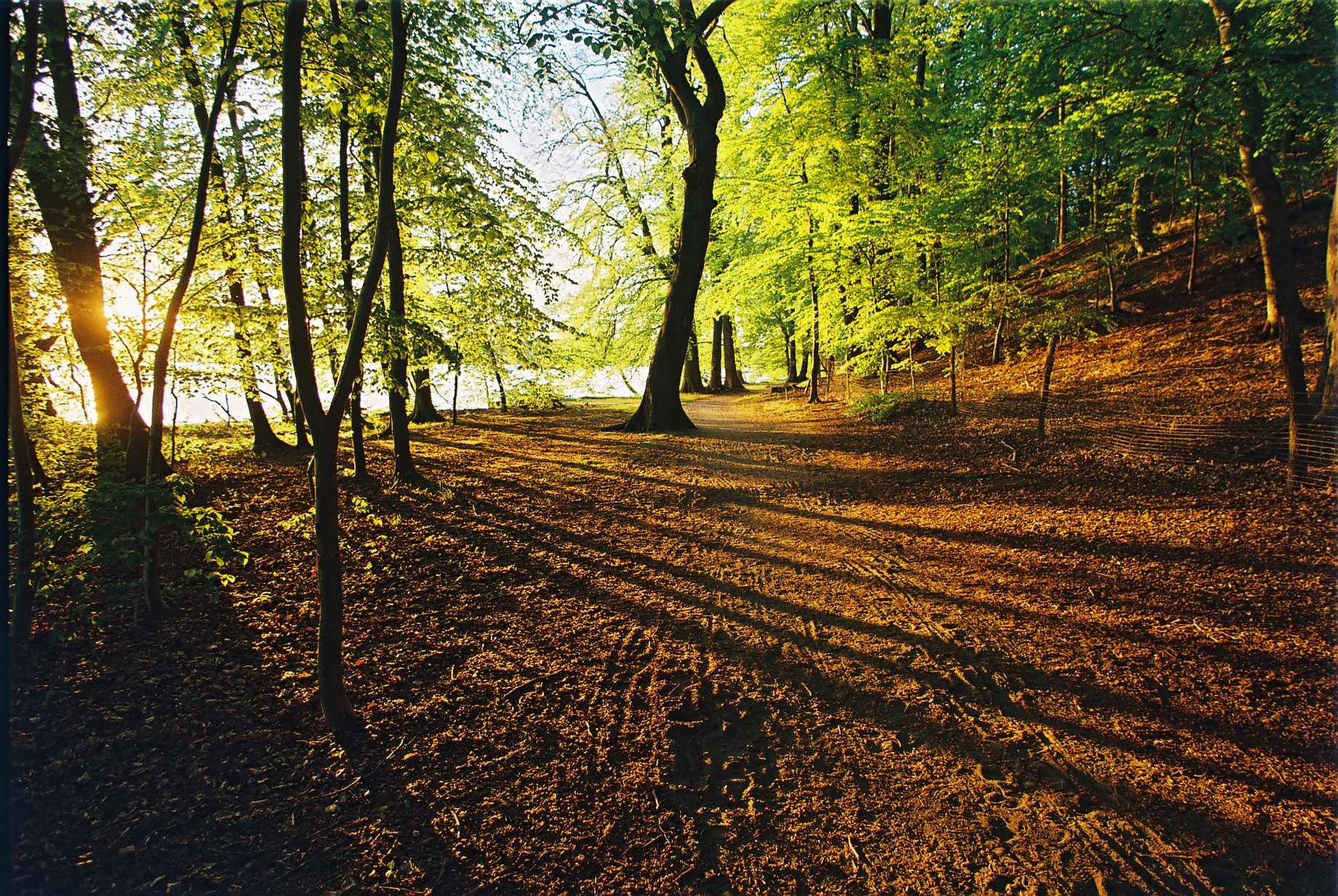
Ostufer zwischen Altenhof und Joachimsthal

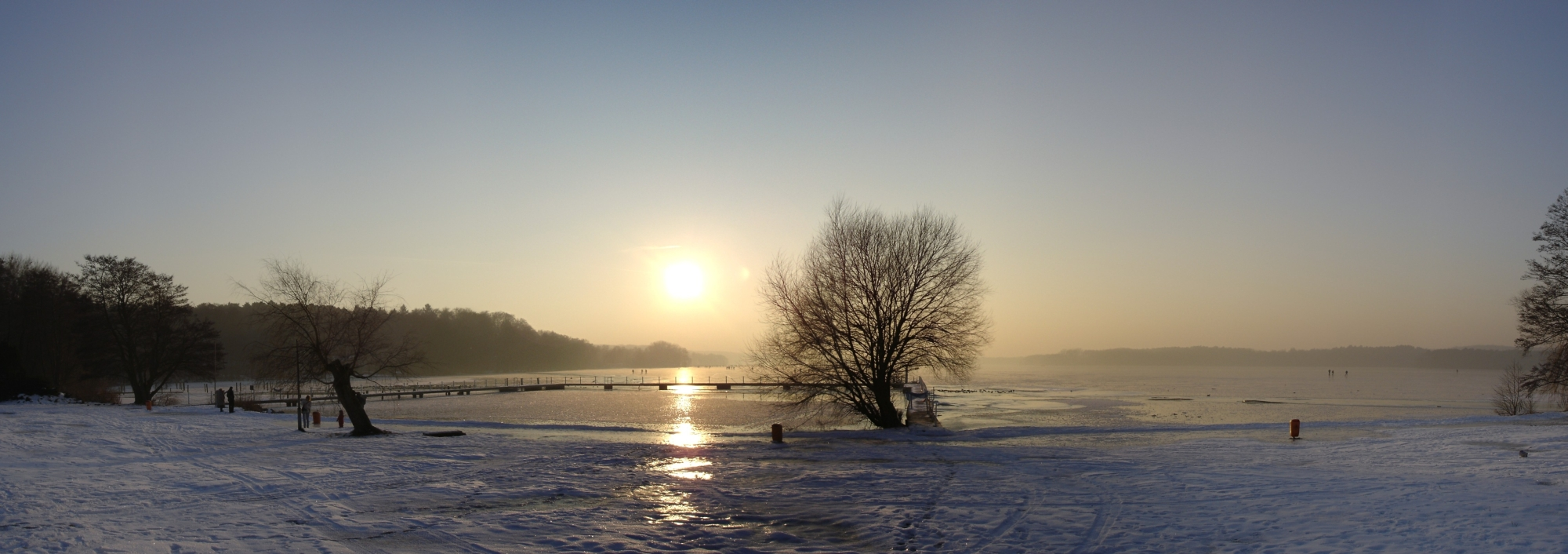
Werbellinsee im Winter

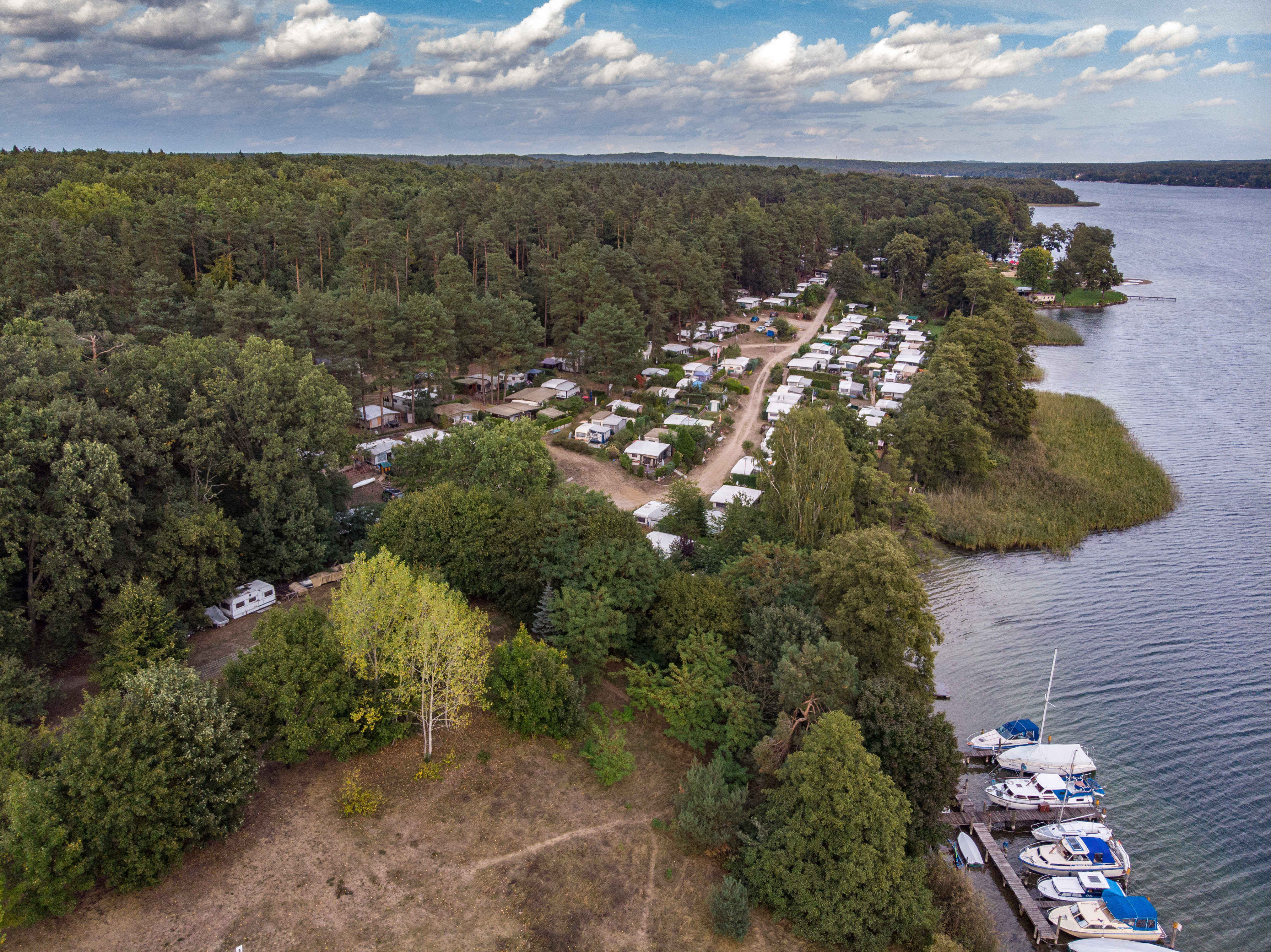
Werbellinsee, Blick auf den Campingplatz und Strand „Am Spring“

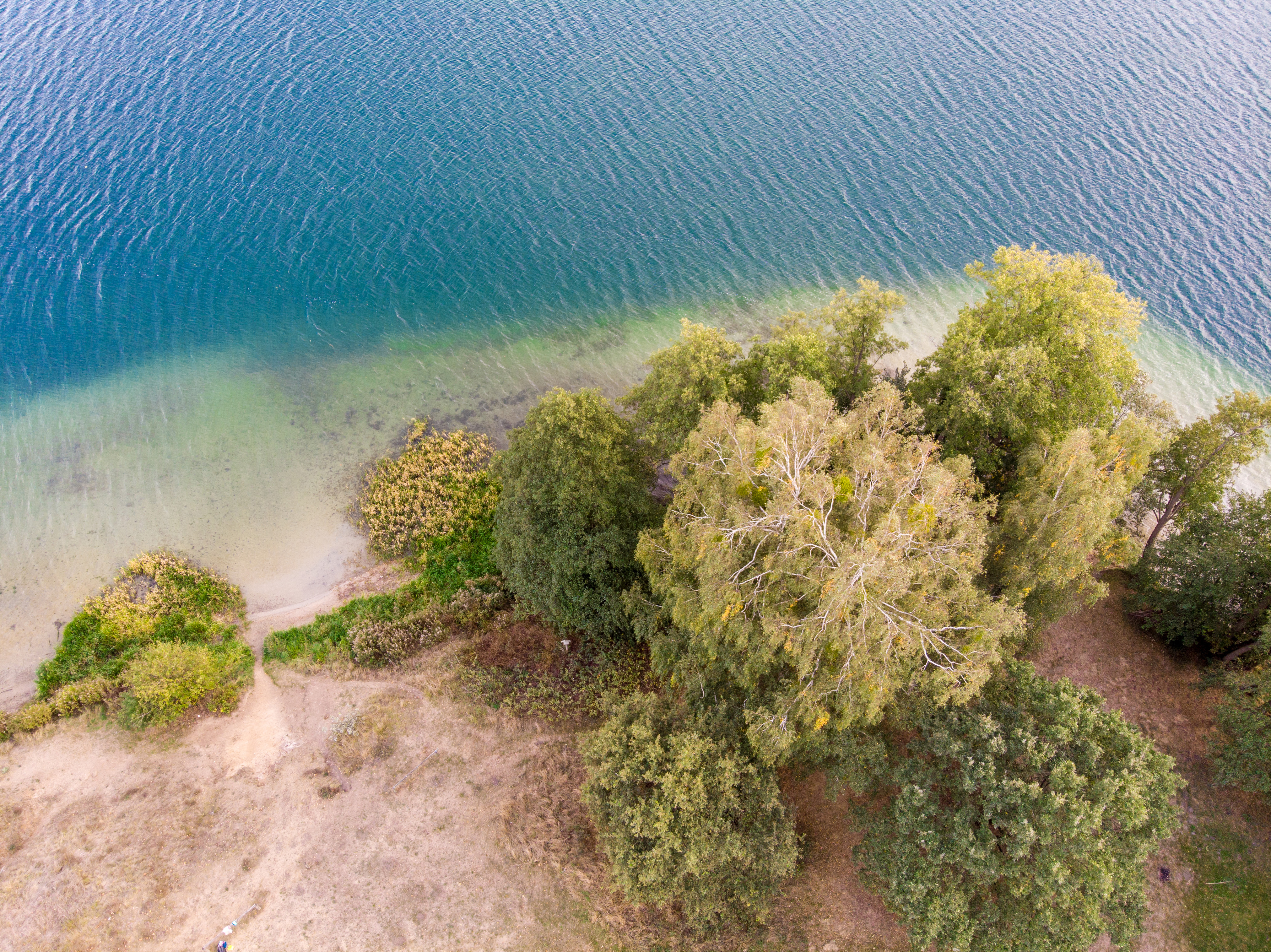
Werbellinsee, flacher Einstieg am Badestrand „Am Spring“

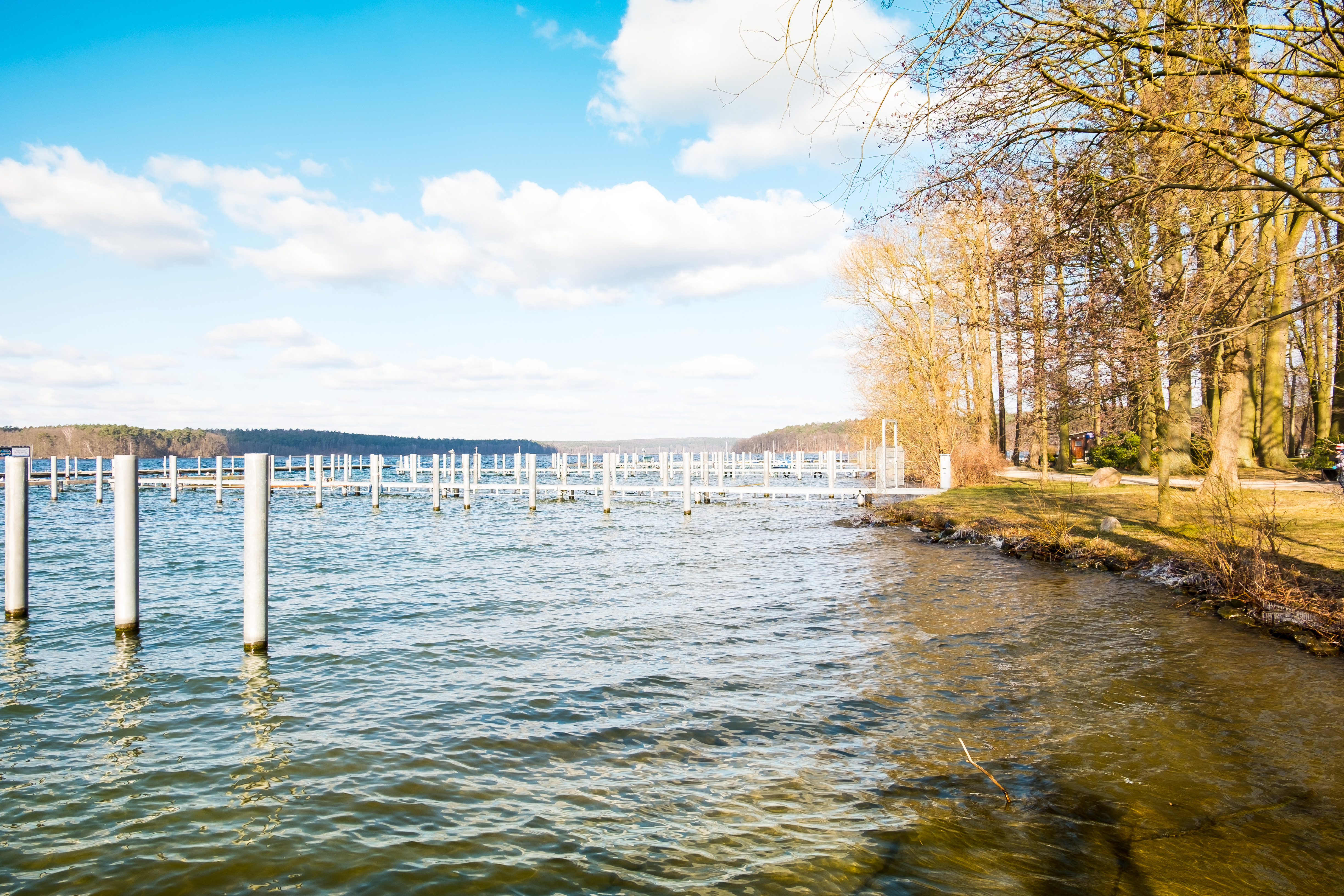
Altenhof (Schorfheide)

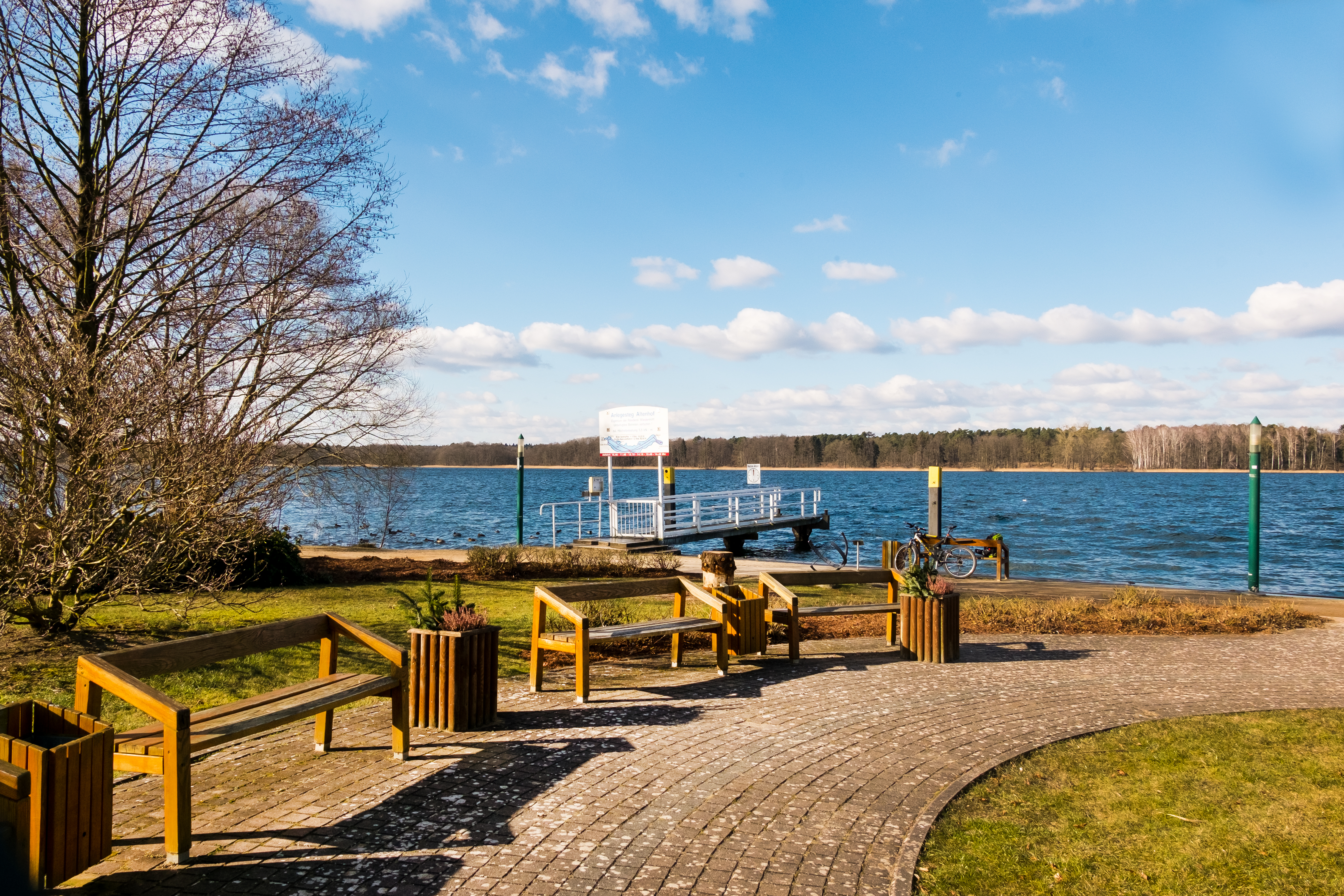
Die Promenade in Altenhof (Schorfheide)

Der Werbellinsee [vɛʁbɛˈliːnˌzeː] liegt im Norden des brandenburgischen Landkreises Barnim, im Biosphärenreservat Schorfheide-Chorin. Er bildet zusammen mit dem Werbellinkanal die Bundeswasserstraße Werbelliner Gewässer (WbG). Sie zählt bis zum Oder-Havel-Kanal zur Wasserstraßenklasse I und gehört in den Zuständigkeitsbereich des Wasserstraßen- und Schifffahrtsamtes Oder-Havel.

## Entstehung
Der Werbellinsee entstand in der letzten Eiszeit (Weichsel-Eiszeit) als typischer Rinnensee. Das unter dem Eis abfließende Schmelzwasser erodierte kräftig in den Untergrund und schuf so die Hohlform. In die Rinne wurde dann Toteis gepresst. Das in der Rinne liegende Toteis konservierte dabei die steilen Flanken der Rinne. Außerdem bewahrte es die Rinne vor der Verschüttung, als von der nördlich gelegenen Pommerschen Eisrandlage das Schmelzwasser über den Toteisblock zum Eberswalder Urstromtal abfloss.
Dadurch wurde während der Eiszeit ein heute 9,52 Kilometer langer und bis zu anderthalb Kilometer breiter See geschaffen. Der Werbellinsee hat eine Fläche von 7,65 km² und ist mehr als 55 Meter tief. Seine tiefste Stelle liegt damit 12 Meter unter dem Meeresspiegel. Er ist nach dem Stechlinsee der zweittiefste natürliche See Brandenburgs. Eine vergleichbare Entstehungsgeschichte haben auch der Ruppiner See bei Neuruppin und der Üdersee südlich des Werbellinsees.

## Geografie
Neben unterirdischen Quellen wird der See aus dem Grimnitzsee gespeist. Der Grimnitzsee ist ebenfalls in der Eiszeit entstanden. Der Entstehungsgeschichte nach stellt er einen Zungenbeckensee dar. Die Verbindung vom Grimnitzsee wurde im 17. Jahrhundert künstlich hergestellt.
Heute mündet der 1765 zum Werbellinkanal ausgebaute Ablauf des Sees in den von 1906 bis 1914 erbauten Oder-Havel-Kanal, der mit der Havel durch die Lehnitzschleuse verbunden ist, mit der Oder durch das Schiffshebewerk Niederfinow.
Nahe dem Werbellinsee liegen die Orte Joachimsthal und die Gemeinde Schorfheide mit ihren Ortsteilen Altenhof am See und Eichhorst am Kanal.

## Geschichte, Name
Zur Herkunft des Namens Werbellin gibt es mehrere Erklärungen. Als sicher gilt der Namensursprung aus den westslawischen Sprachen. Möglich ist sowohl eine Ableitung vom westslawischen Wortstamm für Sperling (sorbisch wróbl) als auch vom Weidenbaum (sorbisch wjerba).
Um den Werbellinsee ranken sich mehrere Sagen, die an das in der Ostsee versunkene Vineta erinnern. Darin wird vom Untergang der Stadt Werbellow erzählt. Möglicherweise geht die Sage auf frühere Siedlungen im See zurück. Schon aus frühgeschichtlicher Zeit finden sich Bootswracks auf dem Seegrund sowie Scherben und Pfähle am See, die auf eine Pfahlbausiedlung schließen lassen. Ein auf Pfählen errichtetes Schloss ging bei einem Brand um 1350 unter.
Südwestlich des Werbellinsees, bei Eichhorst, entstand 1934 unter der Leitung von Hermann Göring ein Urwaldgehege. Hier lebten Tiere wie Wisente, Elche und Wildpferde. Als Anerkennung der Zuchterfolge im Gehege weihte Göring 1934 das Wisentdenkmal in Eichhorst ein, wo es seit den 1990er Jahren wieder steht.
Auf dem östlichen Ufer wurde 1952 die Pionierrepublik Wilhelm Pieck eröffnet, ein Freizeitzentrum für Kinder und Jugendliche. Nach dem Zusammenbruch der DDR wurde dieses Gebiet privatisiert und wird nun von der EJB Werbellinsee GmbH (Europäische Jugend- und Erholungs-Begegnungsstätte in Joachimsthal) betrieben.
Am 11. Dezember 1981 empfing Erich Honecker Bundeskanzler Helmut Schmidt anlässlich dessen Staatsbesuchs in der DDR im Jagdhaus Hubertusstock am Werbellinsee.

## Tourismus und Wassersport
Auf dem Werbellinsee gibt es ein Fahrgastschifffahrtsunternehmen, das fahrplanmäßige Rundfahrten und Charterfahrten mit den Schiffen Altwarp und Karl Friedrich Schinkel durchführt. Durch den Werbellinkanal mit zwei Schleusen und den Oder-Havel-Kanal gibt es eine schiffbare Verbindung zu Nord- und Ostsee. An den Ufern befinden sich zwei Campingplätze. Es gibt am See zahlreiche Wassersportvereine, so unter anderem den SV Stahl Finow, mit den Abteilungen Segeln und Kanu, den Segel- und Wassersportverein Werbellinsee in Altenhof, den Yachtclub Schorfheide in Joachimsthal sowie eine Tauchbasis auf dem Gelände der EJB (ehemals Pionierrepublik Wilhelm Pieck). Die Seglerabteilung der ehemaligen Betriebssportgemeinschaft (BSG) des VEB Walzwerk Finow („Stahl Finow“) hatte sich frühzeitig aufgrund der langgestreckten Form des Sees und der bewaldeten Ufer hier etabliert. Die Segler dieser BSG waren sehr erfolgreich und befuhren auch regelmäßig die Ostsee.
Die Vereine tragen auch eine Reihe von Regatten aus. Wichtigste Veranstaltung ist die Werbellinseeregatta, die jährlich im August stattfindet und von der Abteilung Segeln des SV Stahl Finow ausgerichtet wird. Im Jahre 2018 waren 79 Boote und 176 Segler aus fünf Bundesländern gemeldet. Wettfahrten wurden in den Bootsklassen 20er Jollenkreuzer, Pirat, Ixylon und 420er ausgetragen. Einen weiteren Jahreshöhepunkt stellt der im Juni stattfindende Askanier Cup da. Bei der Kinder- und Jugendregatta, die seit 2015 ausgetragen wird, sind jährlich mehr als 100 Teilnehmer zu verzeichnen. Ausgetragen werden Wettfahren in den Jugendbootsklassen Laser und Optimist.
Seit 2011 wird auf dem Werbellinsee jährlich im Juni die Solarbootregatta ausgetragen. Der Kaffenkahn e. V. ist ein gemeinnütziger Verein, der sich mit Heimatgeschichte, insbesondere Unterwasserarchäologie, beschäftigt. Der Name des Vereins Kaffenkahn bezieht sich direkt auf das Hauptaugenmerk ihrer Bemühungen.

## Fauna und Flora
Der See ist sehr fischreich und diente deshalb frühzeitig den Bewohnern an seinem Ufer als Lebensgrundlage. Es kommen u. a. Rotaugen, Barsche, Hechte, Schleien, Quappen, Aale, Steinbeißer, Dreistachlige Stichlinge und Kamberkrebse vor. 

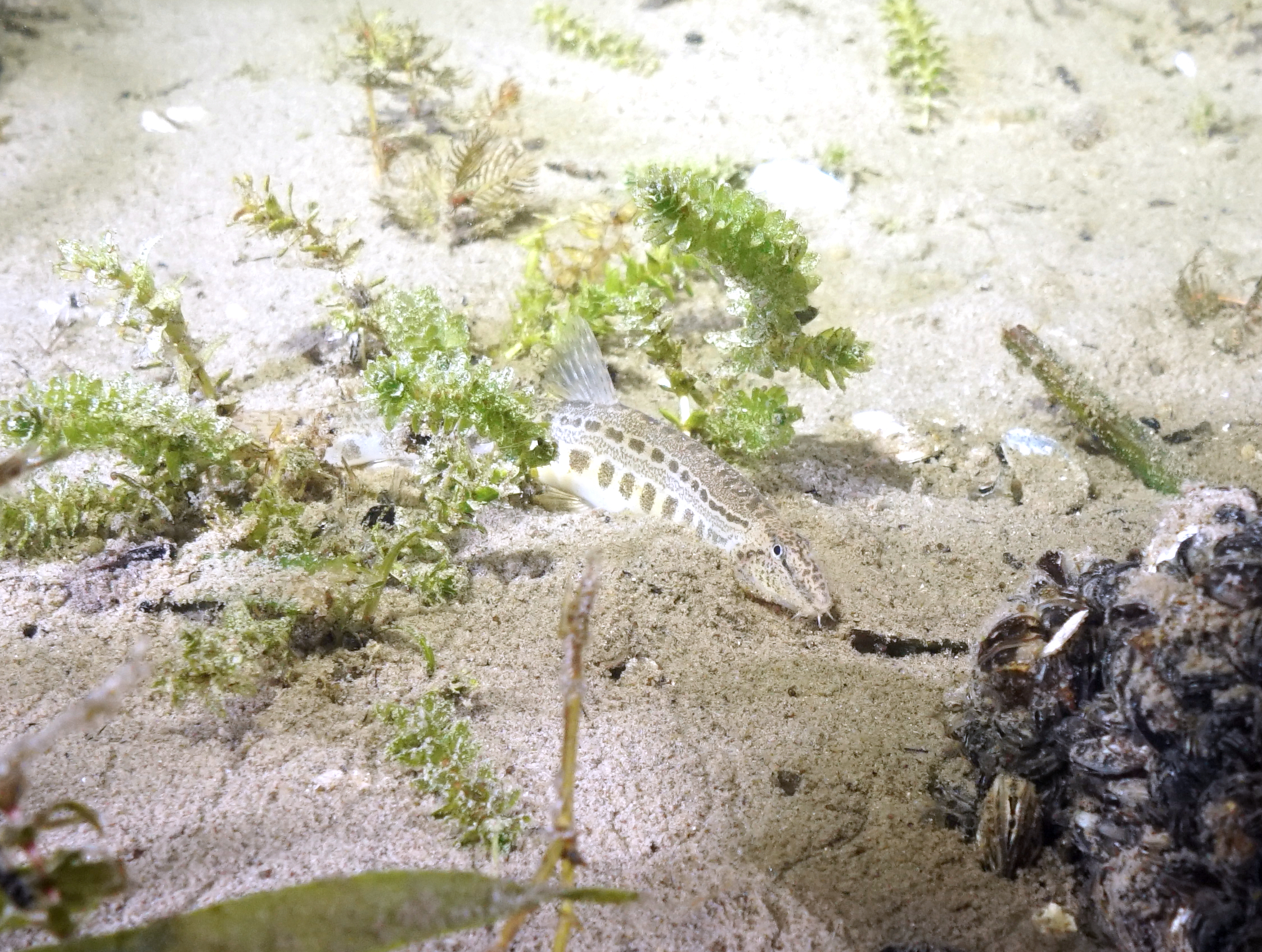
Steinbeißer

 Teile des Seebodens und Hartsubstrate sind mit invasiven Dreikantmuscheln bedeckt.

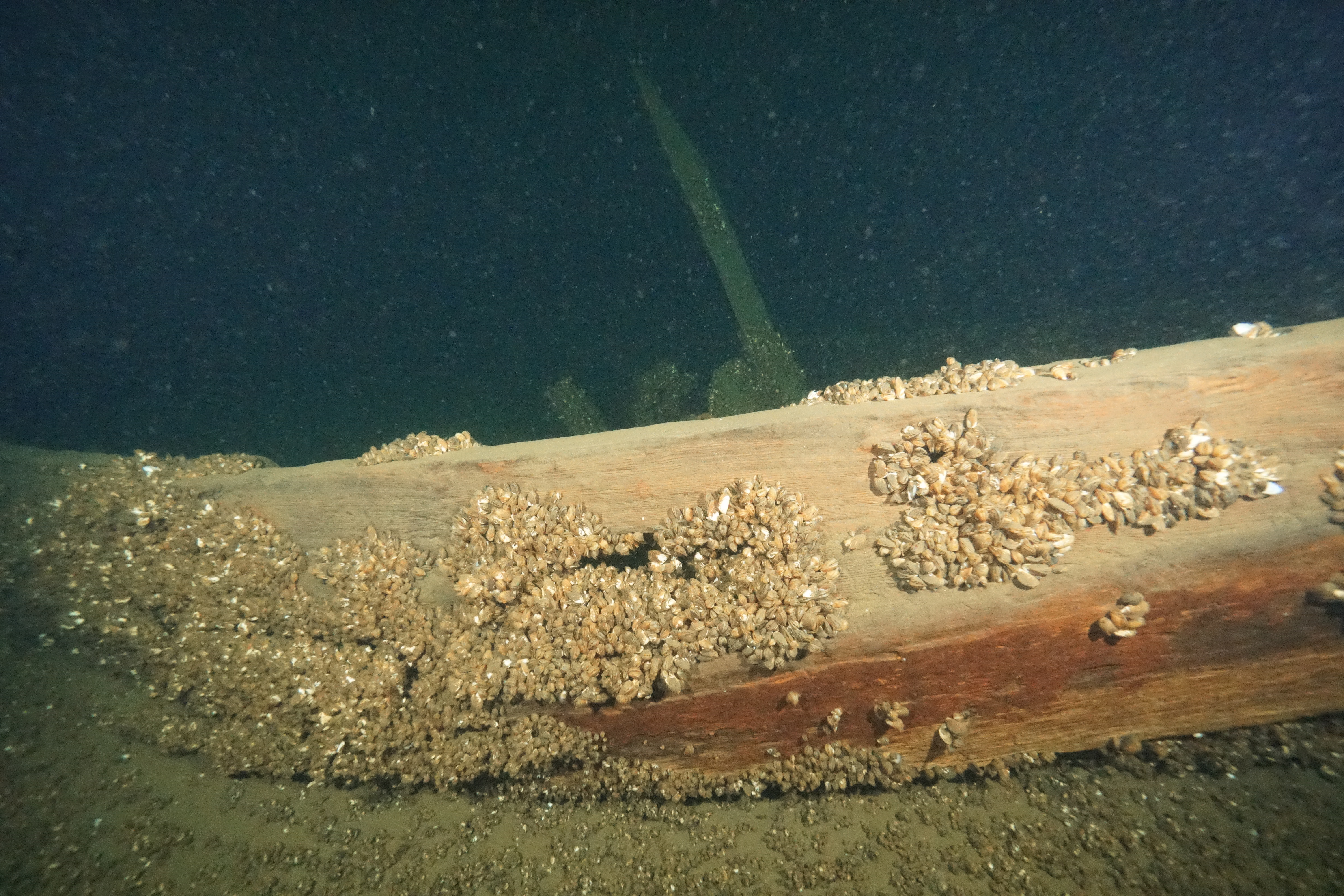
Mit Dreikantmuscheln besetztes Wrack

 Teile des Sees sind von einem Schilfgürtel umgeben. Unter Wasser gibt es u. a. Laichkräuter, Armleuchteralgen, Wasserpest und Krebsscheren.

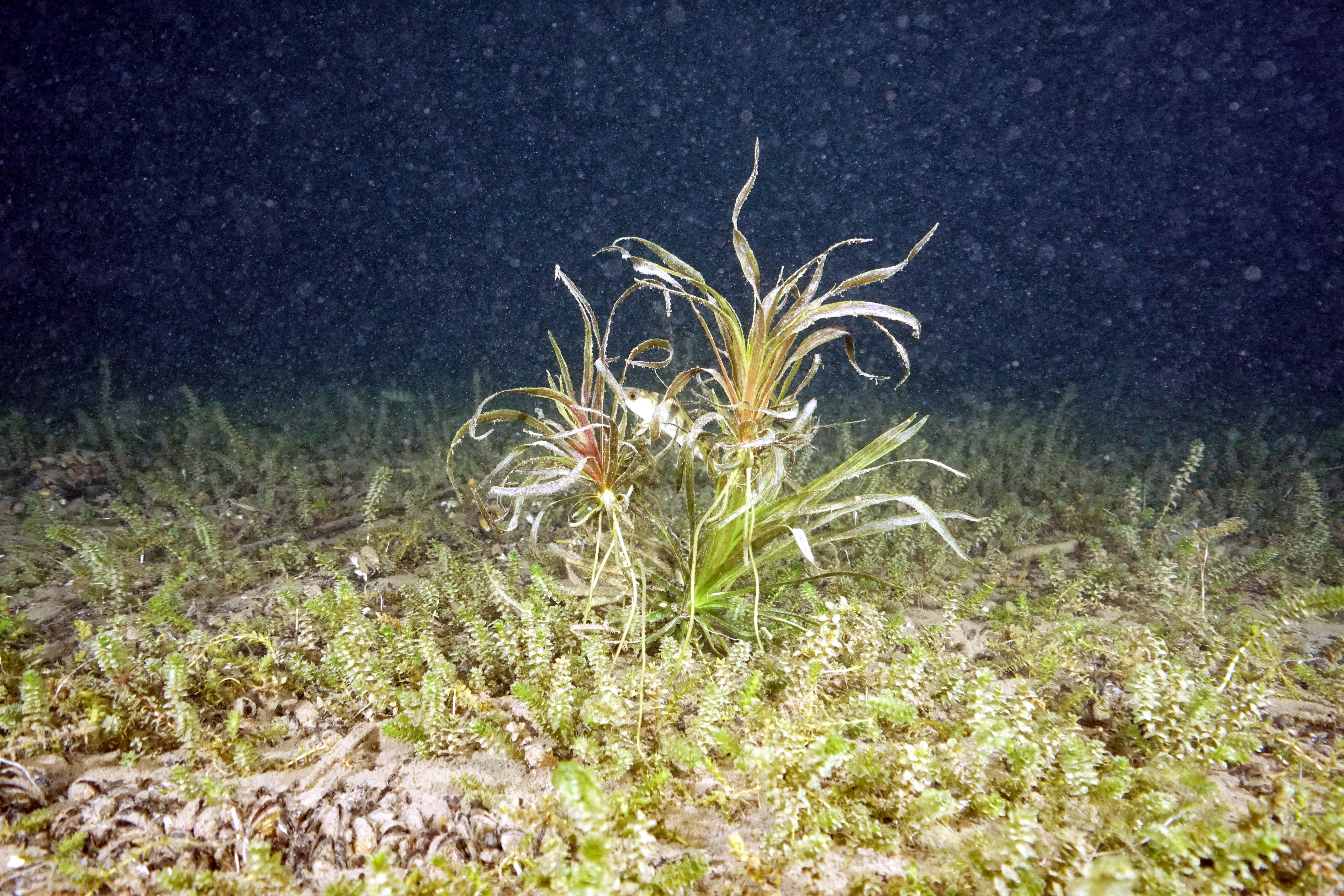
Krebsschere

In der waldreichen Umgebung werden seit Jahrhunderten Rothirsche, Rehe, Schwarz- und Niederwild gejagt. Das Revier war vor allem bei den Herrschenden sehr beliebt.

## Unterwasserarchäologie

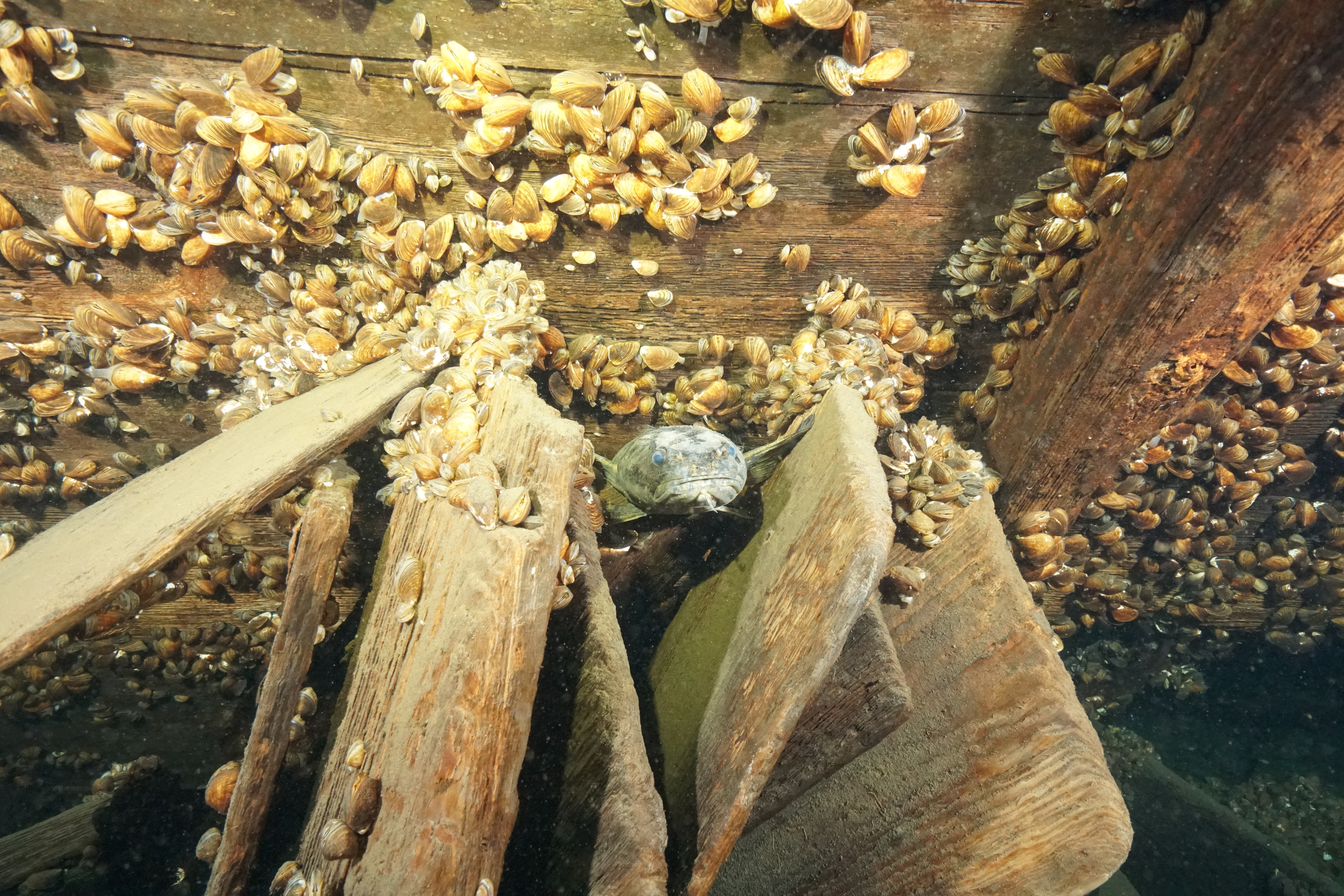
Quappe (Lota lota) in einem Wrack

Wie schriftliche Überlieferungen und Berichte von Tauchern belegen, ist der Werbellinsee nach dem Bodensee der zweitgrößte Schiffsfriedhof in Europa. Im See wurden im 20. Jahrhundert auch die baulichen Reste des Cafés Wildau versenkt, weil das Geld für eine Sanierung fehlte und dieser Schandfleck dem Besuch von Helmut Schmidt nicht vor die Augen kommen sollte. Die Wracks im Werbellinsee sind mit Dreikantmuscheln besiedelt und werden von Quappen und Kaulbarschen genutzt.

## Erreichbarkeit
Der Werbellinsee ist mit einem Linienbus der Barnimer Busgesellschaft am besten zu erreichen, der die Ortschaften am Ostufer des Sees mit Eberswalde verbindet. Im Sommer fährt zusätzlich ein Ausflugsbus mit Fahrradanhänger um den Werbellinsee (Werbellinseebus 917) herum. Er bringt Besucher ab Eberswalde zu allen Orten und Sehenswürdigkeiten am See: Finowfurt mit dem nahegelegenen Luftfahrtmuseum, Schleuse Eichhorst, Ort Eichhorst, Wildau, Campingplatz Spring, Hubertusstock, Yachthafen, Kaiserbahnhof Joachimsthal, Biorama-Projekt, Joachimsthal, Bahnhof Joachimsthal, Jägerhof, EJB Werbellinsee, Altenhof, Lichterfelde.
Der See wird durch die Linie 915 der BBG erreicht.

In die Nähe des Sees gelangt man zudem mit einer Bahnverbindung der NEB, die Eberswalde mit Joachimsthal verbindet (RB63).

Zwei Landesstraßen (L220, L238) führen beiderseits an den Ufern entlang und der Radfernweg Berlin–Usedom am Westufer.